# Absorpcyjna spektrometria atomowa

Schemat budowy spektrometru ASA:
1–źródło promieniowania, 2–atomizer, 3–układ wprowadzania próbki, 4–monochromator, 5–odbiornik i wzmacniacz, 6–miernik, 7–komputer

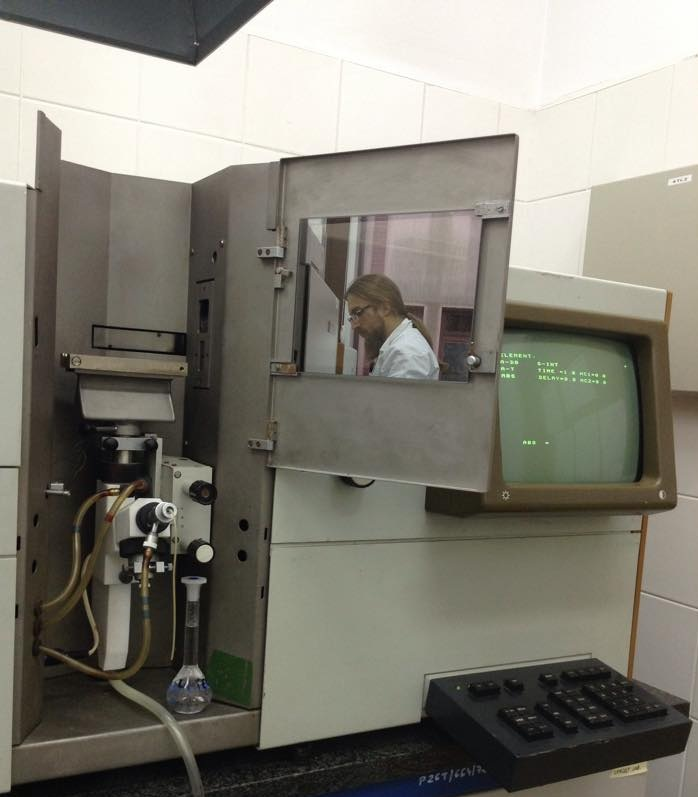
Naukowiec przygotowujący próbki i roztwory kalibracyjne do przeprowadzenia analizy techniką AAS. Jego odbicie jest widoczne w szybce drzwi ochronnych atomizera płomieniowego

Atomowa spektrometria absorpcyjna (ASA lub AAS – z ang. Atomic Absorption Spectrometry) – technika analityczna pozwalająca na oznaczanie pierwiastków chemicznych (przede wszystkim metali) w próbkach ciekłych, stałych i gazowych. Zasada pomiaru opiera się na zjawisku absorpcji promieniowania o specyficznej długości fali przez wolne atomy metali.
Procedura pomiarowa polega na wprowadzeniu próbki do aparatu atomizerem, pomiarze absorbancji i obliczeniu na jej podstawie stężenia. ASA jest metodą wymagającą wykonania krzywej wzorcowej przed przystąpieniem do pomiarów. Niezbędne jest również posiadanie odpowiedniej lampy dla każdego oznaczanego pierwiastka.

## Wprowadzanie próbki i atomizacja
Sposób wprowadzania próbki jest ściśle związany z zastosowanym atomizerem. Jego wybór jest etapem decydującym o czułości i poprawności oznaczenia oraz klasyfikuje metody ASA na rodzaje. Do najważniejszych atomizerów należą: płomieniowe, elektrotermiczne i wodorkowe (zimnych par).
W trakcie atomizacji powstają tzw. wolne atomy (np. pod wpływem temperatury, poprzez odparowanie rozpuszczalnika – jeśli atomizacja zachodzi w płomieniu). Ich charakterystyczną cechą jest zdolność do absorbowania promieniowania o długości fali odpowiadającej promieniowaniu emitowanemu przez wzbudzone atomy danego pierwiastka.

## Lampy
Źródłem promieniowania absorbowanego przez wolne atomy są specjalne lampy. Do najczęściej stosowanych należą lampy z katodą wnękową. Lampa ta zbudowana jest z katody (pokrytej warstwą metalu, do oznaczania którego jest przeznaczona) i anody zamkniętych w cylindrze wypełnionym gazem szlachetnym. W trakcie pracy lampy następuje jonizacja gazu, który ulega rozładowaniu na katodzie, powodując wzbudzenie atomów metalu.

## Wady i zalety techniki ASA
| Do zalet techniki ASA należą: - wysoka selektywność - wysoka czułość dochodząca dla niektórych technik do tysięcznych części ppb - możliwość analizowania ok. 70 pierwiastków - dobrze opracowane metodyki dla wielu przypadków | Do wad techniki ASA należą: - konieczność posiadania wielu lamp (jedna lampa do jednego pierwiastka) - występowanie wielu interferencji i zakłóceń atomizacji - utrudnione oznaczanie pierwiastków występujących w wysokich stężeniach |